# Daixi (socken)
Daixi (kinesiska: 黛溪街道, 黛溪) är en socken i Kina. Den ligger i provinsen Shandong, i den östra delen av landet, omkring 70 kilometer öster om provinshuvudstaden Jinan. Antalet invånare är 81 916. Befolkningen består av 41 361 kvinnor och 40 555 män. Barn under 15 år utgör 15,0 %, vuxna 15-64 år 76 %, och äldre över 65 år 8,0 %.
Genomsnittlig årsnederbörd är 818 millimeter. Den regnigaste månaden är juli, med i genomsnitt 300 mm nederbörd, och den torraste är januari, med 6 mm nederbörd.